# Яновиці (Опатовський повіт)
Яновиці (пол. Janowice) — село в Польщі, у гміні Ожарув Опатовського повіту Свентокшиського воєводства.
Населення — 193 особи (2011).
У 1975-1998 роках село належало до Тарнобжезького воєводства.

## Демографія
Демографічна структура на день 31 березня 2011 року:
|          | Загалом | Допрацездатний вік | Працездатний вік | Постпрацездатний вік |
| -------- | ------- | ------------------ | ---------------- | -------------------- |
| Чоловіки | 95      | 23                 | 57               | 15                   |
| Жінки    | 98      | 19                 | 53               | 26                   |
| Разом    | 193     | 42                 | 110              | 41                   |